# Trevor Bolder
Trevor Bolder (Kingston upon Hull, 9 de junio de 1950-21 de mayo de 2013) fue un bajista de rock, músico, compositor y productor discográfico inglés. Durante su carrera, fue el bajista de la banda Uriah Heep, Wishbone Ash y de The Spiders from Mars, en la que fue, además, el guitarrista. Asimismo, trabajó en diversas ocasiones junto a David Bowie y otros artistas de comienzos de los años setenta.

## Discografía
Este es un listado de la discografía de Trevor Bolder:

### Con David Bowie
- Hunky Dory (1971)
- The Rise and Fall of Ziggy Stardust and the Spiders from Mars (1972)
- Aladdin Sane (1973)
- Pin Ups (1973)
- Ziggy Stardust - The Motion Picture (grabado en 1973, pero publicado en 1983)
- Santa Monica '72 (grabado en 1972, pero publicado en 1994)

### Con los Cybernauts
- Cybernauts Live

### Con Dana Gillespie
- Weren't Born a Man

### Con Ken Hensley
- Free Spirit
- From Time to Time

### Con Mick Ronson
- Slaughter on 10th Avenue (1974)
- Play Don't Worry (1975)
- Main Man
- Memorial Concert

### Con The Spiders from Mars
- Spiders From Mars (1976)

### Con Uriah Heep
- Firefly  (1977)
- Innocent Victim  (1977)
- Fallen Angel (1978)
- Conquest  (1980)
- Equator  (1985)
- Live in Europe 1979 (1986) – recorded 1979
- Live in Moscow (live, 1988)
- Raging Silence  (1989)
- Different World  (1991)
- Sea of Light  (1995)
- Spellbinder (live, 1996)
- Sonic Origami  (1998)
- Future Echoes Of The Past  (live, 2000)
- Acoustically Driven  (live, 2001)
- Electrically Driven  (live, 2001)
- The Magician's Birthday Party  (live, 2002)
- Live in the USA  (2003)
- Magic Night  (live, 2004)
- Wake the Sleeper  (2008)
- Celebration  (2009)
- Into the Wild  (2011)

### Con Wishbone Ash
- Twin Barrels Burning (1982)